# Big City Life
Big City Life ist ein Lied des britischen Hip-Hop-Duos Mattafix.

## Veröffentlichung und Inhalt
Es ist auf dem Album Signs of a Struggle enthalten. Das Lied hatte seinen Erfolg unter anderem auch den Radio-DJs Pete Tong, Zane Low und Jo Wiley zu verdanken, die das Lied über den Radiosender BBC promoteten. Die Single wurde am 8. August 2005 in Großbritannien veröffentlicht und etwas später auch in Deutschland. Das Lied konnte in 5 Ländern die Chartspitze erreichen. Ein Teil des Refrains wird in der Jamaikanisch-Kreolischen Sprache gesungen.
Mattafix gewannen 2006 beim Sopot Festival mit dem Song den Wettbewerb. Der Titel ist in der Trackliste des Videospiels 2006 FIFA World Cup enthalten. In Deutschland erreichte die Single Platin-Status und Platz 7 der Jahres-Charts. Das Lied war eines der ersten erfolgreichen Musikvideos, das auf YouTube hochgeladen wurde. Das Video wurde nur knapp ein halbes Jahr nach der Gründung Youtubes dort veröffentlicht. Heute hat das Video mehrere Millionen Aufrufe.

## Kommerzieller Erfolg

### Chartplatzierungen
| ChartsChartplatzierungen     | Höchstplatzierung | Wochen |
| ---------------------------- | ----------------- | ------ |
| Deutschland (GfK)            | 1 (35 Wo.)        | 35     |
| Österreich (Ö3)              | 1 (36 Wo.)        | 36     |
| Schweiz (IFPI)               | 1 (50 Wo.)        | 50     |
| Vereinigtes Königreich (OCC) | 15 (9 Wo.)        | 9      |

| ChartsJahrescharts (2005) | Platzierung |
| ------------------------- | ----------- |
| Österreich (Ö3)           | 50          |
| Schweiz (IFPI)            | 98          |

| ChartsJahrescharts (2006) | Platzierung |
| ------------------------- | ----------- |
| Deutschland (GfK)         | 7           |
| Österreich (Ö3)           | 4           |
| Schweiz (IFPI)            | 7           |

### Auszeichnungen für Musikverkäufe
| Land/Region        | Auszeichnungen für Musikverkäufe (Land/Region, Auszeichnung, Verkäufe) | Verkäufe |
| ------------------ | ---------------------------------------------------------------------- | -------- |
| Deutschland (BVMI) | Platin                                                                 | 300.000  |
| Italien (FIMI)     | Gold                                                                   | 25.000   |
| Neuseeland (RMNZ)  | Gold                                                                   | 5.000    |
| Österreich (IFPI)  | Gold                                                                   | 15.000   |
| Schweiz (IFPI)     | Platin                                                                 | 30.000   |
| Insgesamt          | 3× Gold · 2× Platin ·                                                  | 375.000  |